# Міська дівчина
Міська дівчина (англ. City Girl) — американська кримінальна драма режисера Альфреда Л. Веркера 1938 року.

## Сюжет
Рекетир використовує офіціантку, щоб отримати інформацію про окружного прокурора, якого вона кохає.

## У ролях
- Філліс Брукс — Еллен Уорд
- Рікардо Кортес — Чарльз Блейк
- Роберт Вілкокс — Дональд Сенфорд
- Дуглас Фоулі — Рітчі
- Чік Чандлер — Майк Гаррісон
- Естер Мьюїр — Фло Ніколс
- Едрієнн Амес — Вівіан Росс